# Eva Michalski
Eva Michalski (* 15. Dezember 1989 in Bremen) ist eine deutsche Volleyballspielerin.

## Karriere
Michalski kehrte im Jahr 2000 aus Polen nach Deutschland zurück und begann ihre Volleyball-Karriere in Berlin beim TSV Rudow 1888. 2005 wechselte sie vom Diagonalangriff zum Mittelblock. Ab 2008 spielte sie bei den Berlinern in der zweiten Bundesliga. Ein Jahr später ging sie zum Bundesligisten VT Aurubis Hamburg, bei dem sie zunächst in der zweiten Mannschaft zum Einsatz kam, später aber Stammspielerin in der ersten Mannschaft wurde.